# دار الصباح
دار الصباح هي شركة صحفية تونسية نواتها جريدة الصباح اليومية التي أسسها الحبيب شيخ روحه ثم آلت إلى أبنائه من بعده قبل أن يفرطوا فيها في مارس 2009.

## تاريخ
في 1 أكتوبر 1969 بعثت دار الصباح كشركة خفية الاسم رأسمالها 100 ألف دينار. وفي عام 1974 تضاعف رأسمالها إلى 200 ألف دينار، وهو ما مكن الدار من بعث جريدة جديدة هي لوطون. وبعد أن كانت شركة عائلية على ملك آل شيخ روحه، وقع في مارس-أفريل 2009 بيع أغلبية 70% من رأس مالها إلى رجل الأعمال محمد صخر الماطري صاحب إذاعة الزيتونة وهو الذي تولى منذئذ رئاسة مجلس إدارتها. ولم يبق إلا نسبة 30% من رأس مالها بيد رؤوف شيخ روحه ابن المؤسس الحبيب شيخ روحه.

## الإدارة
- الحبيب شيخ روحه: مؤسس دار الصباح.
- رؤوف شيخ روحه: المدير العام ومدير النشر في دار الصباح.
- المنصف شيخ روحه: مدير النشر في دار الصباح.[1]

## عدة عناوين
وإلى جانب جريدة الصباح بملاحقها المختلفة، تتولى دار الصباح إصدار العناوين التالية:
- لوطون مند عام 1975
- الأسبوعي
- صباح الخير
- لكسبريسيون (L'Expression)

## الطباعة والإشهار والتوزيع
- كانت جريدة الصباح حتى 1971 تسحب في مطبعة لا براس ثم أصبحت تطبع في مطابعها الخاصة التي وقع تجديدها عام 2003.
- تعتمد دار الصباح على الإشهار بصفة كبيرة.
- بالنسبة للتوزيع تعتمد دار الصباح على إمكانياتها الخاصة حيث تتولى بنفسها إيصال صحفها يوميا إلى مختلف أرجاء البلاد، بواسطة عشر خطوط تصل إلى أبعد المدن.